# Andrzej Rzeszutek
Andrzej Rzeszutek (ur. 25 października 1991 w Rzeszowie) – polski skoczek do wody, mistrz Europy seniorów (2024), medalista mistrzostw Europy juniorów (2008, 2009).

## Życiorys
Od 1997 był zawodnikiem Stali Rzeszów, w 2018 został zawodnikiem AZS Politechniki Łódzkiej.
W 2008 zdobył brązowy, w 2009 srebrnym medalistą mistrzostw Europy juniorów w skokach z trampoliny (1 m.). Jego największym sukcesem seniorskim jest złoty medal mistrzostw Europy w tej samej konkurencji w 2024 - pierwszy złoty medal w historii polskich startów na zawodach tej rangi. Na tych samych zawodach wywalczył także brązowy medal w skokach z trampoliny 3 m. synchronicznie (z Kacprem Lesiakiem).
Wielokrotnie reprezentował Polskę na mistrzostwach świata i Europy seniorów. W poszczególnych startach zajmował miejsca:
- mistrzostwa świata:
  - 2009: trampolina 1 m. - 8. miejsce, trampolina 3 m. -  36. miejsce
  - 2011: trampolina 1 m. - 8. miejsce, trampolina 3 m. -  35. miejsce
  - 2013: trampolina 1 m. - 15. miejsce, trampolina 3 m. - 27. miejsce
  - 2015: trampolina 3 m. - 36. miejsce, trampolina synchronicznie - 13. miejsce
  - 2017: trampolina 1 m. - 21 m., trampolina 3 m. - 34. miejsce, trampolina synchronicznie - 15. miejsce
  - 2019: trampolina 1 m. - 30 m., trampolina 3 m. - 38. miejsce, trampolina synchronicznie - 11. miejsce
  - 2022: trampolina 1 m. - 24 m., trampolina 3 m. - 38. miejsce
  - 2023: trampolina 1 m. - 25 m., trampolina 3 m. - 26. miejsce, trampolina synchronicznie - 9. miejsce, trampolina synchronicznie (mix) - 10. miejsce
  - 2024: trampolina 3 m. - 43. miejsce, trampolina synchronicznie - 7. miejsce
- mistrzostwa Europy:
- 2010: trampolina 3 m. - 11. miejsce
- 2012: trampolina 1 m. - 8. miejsce
- 2014: trampolina 1 m. - 9. miejsce, trampolina 3 m. - 9. miejsce, trampolina synchronicznie - 7. miejsce
- 2016: trampolina 1 m. - 11. miejsce, trampolina synchronicznie - 4. miejsce
- 2018: trampolina 1 m. - 8. miejsce, trampolina 3 m. - 8. miejsce, trampolina synchronicznie - 6. miejsce
- 2022: trampolina 1 m. - 17. miejsce, trampolina 3 m. - 7. miejsce
- 2024: trampolina 1 m. - 1. miejsce, trampolina synchronicznie - 3 m.

Dwukrotnie wygrywał zawody FINA Grand Prix: 2015 Madryt - trampolina 3 m., 2018 Gold Coast - trampolina synchronicznie.
Na letnich mistrzostwach Polski seniorów zdobył 29 złotych medali:
- trampolina 1 m.: 2008, 2011, 2012, 2013, 2014, 2015, 2018[6], 2022[7], 2023[8]
- trampolina 3 m.: 2008, 2011, 2012, 2013, 2015, 2017[9], 2019[10], 2021[11], 2022[7]
- trampolina 3 m. (synchronicznie): 2009, 2012, 2014, 2015, 2017[9], 2019[10], 2023[8]
- trampolina 3 m. (synchronicznie - mix): 2019[10], 2023[8]
- wieża: 2008